# Diecezja Tenancingo
Diecezja Tenancingo (łac. Dioecesis Tenancinganasis) – diecezja Kościoła rzymskokatolickiego w Meksyku, sufragania archidiecezji Toluca. 

## Historia
26 listopada 2009 roku papież Benedykt XVI konstytucją apostolską Christi Regis erygował diecezję Tenancingo. Dotychczas wierni z tych terenów należeli do diecezji Toluca.

## Ordynariusze
- Raúl Gómez González (2009–2022)
- Víctor Carabés Chávez (od 2024)